# Kühnbruch
Das Kühnbruch ist ein Bruch und Feuchtgebiet im Saarpfalz-Kreis zwischen Niederbexbach und Altstadt am Unterlauf des Feilbaches, dessen Tal hier in die Bliesaue übergeht. Seit 1987 (2015 ergänzt) ist hier ein 29 ha großes Naturschutzgebiet ausgewiesen zur „Erhaltung, Förderung und Entwicklung extensiv bewirtschafteter und brachgefallener Nass- und Feuchtwiesen einschließlich des sie durchziehenden Systems von Be- und Entwässerungsgräben mit den jeweils typischen Pflanzen- und Tiergesellschaften“.

## Flora und Fauna
1983 wurden im Kühnbruch 19 Pflanzenarten festgestellt, die auf der Roten Liste gefährdeter Arten stehen, darunter das einzige Vorkommen des Wasser-Ampfers in weitem Umkreis. 2009 wurde erstmals der Große Wiesenknopf beobachtet. Das Kühnbruch und das gleichfalls als Naturschutzgebiet ausgewiesene Beeder Bruch zwischen Altstadt und Beeden (ehemals Naturschutzgebiet Höllengraben) beherbergen seltene Vogelarten wie Bekassine, Rohrweihe, Braunkehlchen und Wasserralle. Der Weißstorch, der in diesem Abschnitt der Bliesaue bis in die 1960er Jahre regelmäßiger Brutvogel war, ist als Nahrungsgast ganzjährig zu beobachten. Im Jahr 2019 bekam erstmals ein Storchenpaar, das auf der eigens dafür im Naturschutzgebiet Kühnbruch eingerichteten Plattform brütete wieder Nachwuchs, ebenso auch 2020.

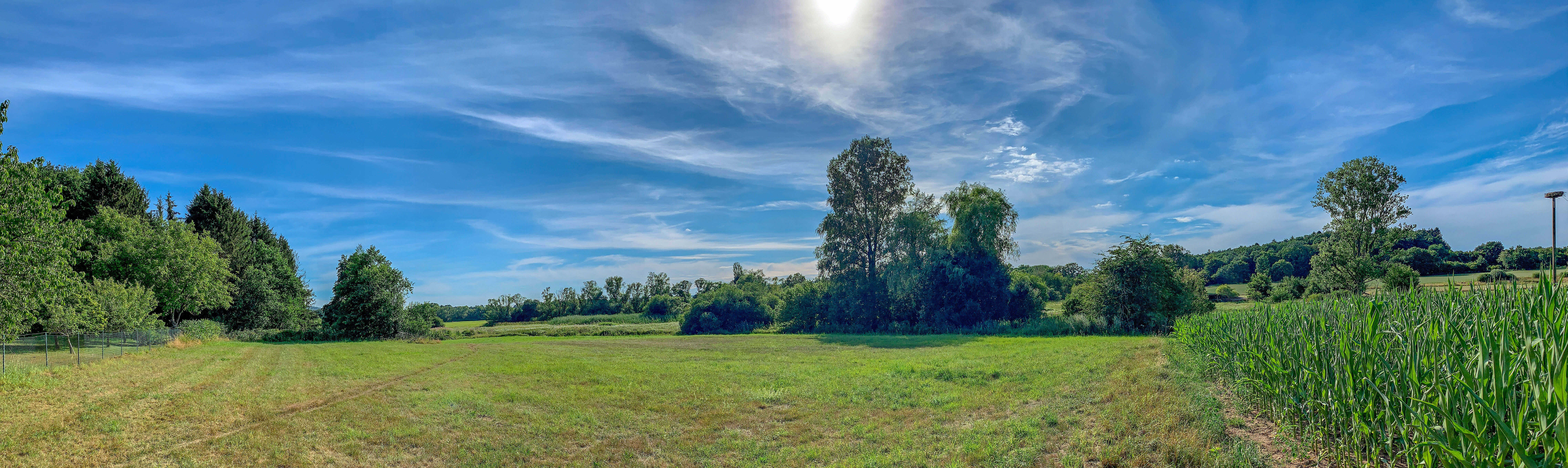
Panorama des Naturschutzgebietes Kühnbruch. Am rechten Bildrand ist das Storchennest zu erkennen.